# Битонь
Битонь (пол. Bytoń, нім. Bütten) — село в Польщі, у гміні Битонь Радзейовського повіту Куявсько-Поморського воєводства.
Населення — 491 особа (2011).
У 1975-1998 роках село належало до Влоцлавського воєводства.

## Демографія
Демографічна структура станом на 31 березня 2011 року:
|          | Загалом | Допрацездатний вік | Працездатний вік | Постпрацездатний вік |
| -------- | ------- | ------------------ | ---------------- | -------------------- |
| Чоловіки | 246     | 44                 | 182              | 20                   |
| Жінки    | 245     | 46                 | 149              | 50                   |
| Разом    | 491     | 90                 | 331              | 70                   |